# Argos (stad)
Argos (Grieks: Ἄργος) is de naam van een Griekse stad en gemeente in de nomos Argolis (waaraan ze overigens haar naam gaf), met ongeveer 21.000 inwoners. Het is een van de oudste steden van Griekenland en wordt gedomineerd door de 290 m hoge Lárisa-heuvel. Er zijn laat-klassieke resten van een agora, tempels, een stadsmuur en een theater (uit de 4e tot de 2e eeuw v.Chr.) en van Romeinse bouwwerken, onder meer een aquaduct en thermen (uit de 1e tot de 3e eeuw na Chr.). De moderne, enigszins rommelige stad is het handelscentrum van Argolis, met agrarische verwerkingsindustrie, en is een belangrijk verkeersknooppunt. Om het halfuur is er een busverbinding met Nafplio.

## Geschiedenis
Het belang van Argos in de oudste geschiedenis van Griekenland kan moeilijk overschat worden, als men nagaat welke plaats het inneemt in talloze Griekse mythen en sagen: het was onder meer de stad van koning Danaüs en zijn vijftig dochters, de Danaïden, en een andere koning, Diomedes, erkende volgens Homerus in de Trojaanse oorlog het leiderschap van Agamemnon. Hoewel het volgens Homerus "paardenfokkende" Argos, in de Myceense periode in feite heerste over de naburige burchten van Mycene en Tiryns, werd het in de praktijk geheel overvleugeld door Mycene (waarmee het in de tragedies zelfs ronduit vereenzelvigd wordt).
Reeds in de Neolithische periode, omstreeks 3000 v.Chr., moet er een vestigingsplaats zijn geweest, en er stond ook een Achaeïsche akropolis (een van de vele heuvelburchten waaraan de gehele omgeving zo rijk is), totdat de invallende Doriërs er ca. 1100 v.Chr. de Achaeërs verdreven.
In de 8e-7e eeuw v.Chr. werd Argos geregeerd door de tiran Pheidon, die naar de hegemonie onder de Dorische staten streefde en zijn stad uitbouwde tot de machtigste van de Peloponnesos. Waarschijnlijk was het tijdens zijn bewind dat Argos Sparta versloeg in de Slag bij Hyssae (668 v.Chr.) De traditionele rivaliteit tussen Sparta en Argos, die al uit de 8e eeuw v.Chr. dateerde werd hiermee nog eens bevestigd. Pheidon was waarschijnlijk ook degene die een militaire innovatie, de falanx van zwaar bewapende hoplieten op zijn naam heeft staan.
Hij liet ook de eerste Griekse munten slaan (op het eiland Aegina), en het Argeïsche stelsel van maten en gewichten werd in heel de Peloponnesos aanvaard. Na zijn dood begon Korinthe zich als machtscentrum te manifesteren, en de invloed van Argos zonk in de mate waarin die van Sparta steeg.
In 494 v.Chr., dus tijdens de Eerste Perzische Oorlog, versloeg Sparta Argos bij Tiryns, wat tot blijvende onderlinge vijandschap leidde. De stad werd in dat jaar door de dichteres Telesilla gered van verovering door de Spartanen. Argos vocht verder niet mee met de andere Grieken tegen de Perzen.
Rond 460 v.Chr. werd er een democratische regering ingevoerd en in 451 v.Chr. werd een 30-jarige vrede met Sparta gesloten. Tijdens de Peloponnesische Oorlog koos het niettemin in de regel partij voor Athene, zij het als een weinig betrouwbare partner, bv. in de gevechten bij Mantinea in 418 v.Chr. Argos deelde in de nederlaag van Athene; dit was aanleiding tot een scherp conflict tussen de aristocraten (die bij Sparta zwoeren) en de democraten (die het met Athene hielden). Deze innerlijke verdeeldheid leidde uiteindelijk tot de politieke ondergang van Argos: in 404 v.Chr. leed het een zware nederlaag tegen koning Cleomenes I van Sparta. Met Korinte werd een politieke eenheid bereikt, die bijdroeg aan het einde van Sparta als grote mogendheid in de Slag bij Leuctra (371 v.Chr.) Nog tot in de tijd van Epaminondas bleef de rivaliteit met Sparta bestaan, onder meer (opnieuw) bij Mantinea in 362 v.Chr.
In de Hellenistische tijd sloot het zich – overigens als laatste - aan bij de Achaeïsche Bond, nadat een reeks tirannen de macht naar zich toegetrokken hadden. Na de ontbinding van de Bond in 146 v.Chr. behield Argos zijn beperkte autonomie.
Onder de Romeinen beleefde het zelfs een nieuwe periode van bloei: thermen en andere openbare gebouwen verrezen. In 267 na Chr. werd het eerst door de Goten, in 395 door Alarik I veroverd en geplunderd.
Argos won eerst weer in betekenis in de middeleeuwen, toen westerse ridders tijdens de Vierde Kruistocht (1204) hun versterkte kastelen in de buurt lieten bouwen. Tijdens de Griekse Onafhankelijkheidsoorlog vonden in Argos twee Nationale vergaderingen plaats (in de ruïne van het theater, cf. infra), en werd de Lárisa-vesting met succes verdedigd door de vrijheidsstrijders Kolokotronis en Ypsilantis. Daarna werd Argos in 1828 door de Turken verwoest en geheel herbouwd: hierdoor heeft het stadsbeeld van het nieuwe Argos weinig interessants te bieden.

## Bezienswaardig
De voornaamste cultus van de stad was die van de godin Hera, die er haar vermaarde heiligdom had, het Heraion, gelegen op ca. 8 km buiten het centrum, langs de weg naar Mycene. Het nu verdwenen cultusbeeld voor de tempel werd gemaakt door Polycletus de Oudere (480-420 v.Chr.), de voornaamste vertegenwoordiger van de School van Argos, die enkele toonaangevende beeldhouwers heeft geleverd. Ook Polycletus de Jongere (435-360 v.Chr.), die onder meer het theater van Epidaurus bouwde, werd in Argos geboren.

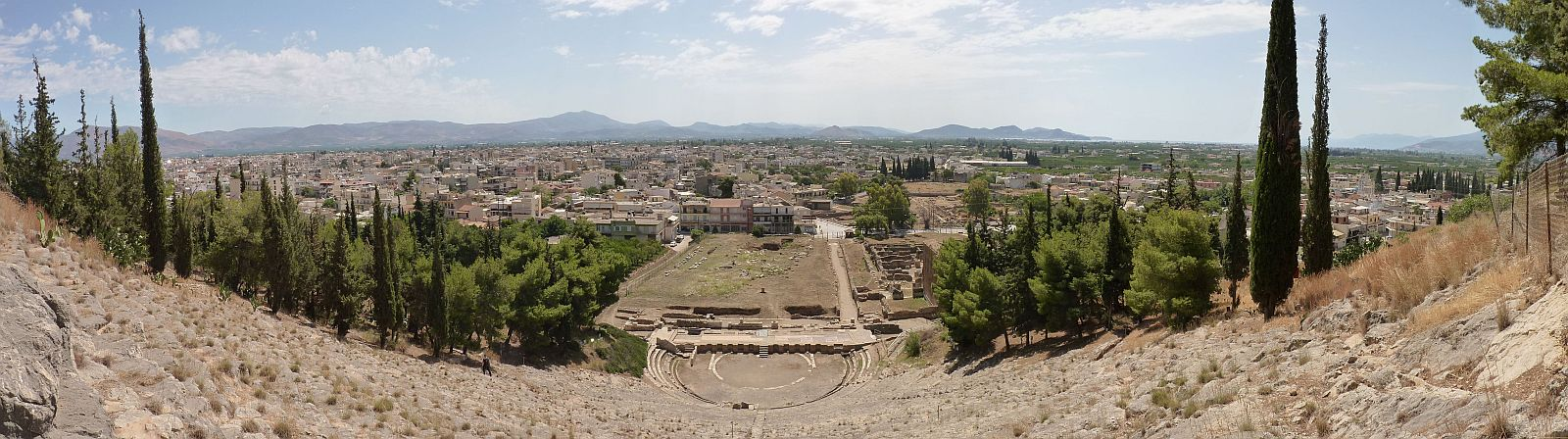
Theater

Het meest suggestieve monument van Argos is echter het theater, een imposant gebouw met 81 rijen zitplaatsen, dat plaats bood aan 20.000 toeschouwers. Het werd in de 4e eeuw v.Chr. tegen de flank van de Lárisa-heuvel aan gebouwd, maar de Romeinen brachten later ingrijpende wijzigingen aan: zo verbouwden zij onder andere de orchestra tot een bassin waarin - voor het vermaak van het niet zo literair ingestelde Romeinse publiek - zeeslagje (naumachia) kon worden gespeeld.